# There's Someone Inside Your House
There's Someone Inside Your House (bra: Tem Alguém na sua Casa; prt: Há Alguém em Tua Casa) é um filme slasher estadunidense escrito por Henry Gayden e dirigido por Patrick Brice. É uma adaptação cinematográfica do romance de 2017 de mesmo nome de Stephanie Perkins e estrelado por Sydney Park, Théodore Pellerin, Asjha Cooper, Jesse Latourette, e Diego Josef. A trama segue Makani Young (Park), uma estudante sênior transferida do Havaí que mais tarde se encontra no centro de casos de assassinato horríveis em sua cidade recém-conhecida de Osborne, Nebraska.
There's Someone Inside Your House foi anunciado em março de 2018, com a Netflix anunciando que Shawn Levy e James Wan produziriam por meio de suas respectivas produtoras Atomic Monster e 21 Laps. As filmagens aconteceram no ano seguinte em Vancouver com o diretor de fotografia Jeff Cutter; as filmagens adicionais foram concluídas em agosto de 2020. Durante a pós-produção, a edição foi concluída por Michel Aller e a trilha sonora foi composta por Zachary Dawes.
There's Someone Inside Your House estreou no Fantastic Fest em 23 de setembro de 2021 e foi lançado na Netflix em 6 de outubro.

## Premissa
Makani Young mudou-se do Havaí para a pacata cidade de Nebraska para morar com sua avó e terminar o ensino médio, mas quando a contagem regressiva para a formatura começa, seus colegas são perseguidos por um assassino com a intenção de expor seus segredos mais sombrios para toda a cidade, aterrorizando vítimas enquanto usavam uma máscara realística de seu próprio rosto. Com um passado misterioso próprio, Makani e seus amigos devem descobrir a identidade do assassino antes de se tornarem vítimas. 

– Netflix

## Elenco
- Sydney Park como Makani Young
- Théodore Pellerin como Oliver "Ollie" Larsson
- Asjha Cooper como Alexandra "Alex" Crisp
- Jesse LaTourette como Justine Darby
- Diego Josef como Rodrigo Doran
- Dale Whibley como Zachariah "Zach" Sandford
- Burkely Duffield como Caleb Greeley
- Sarah Dugdale como Katie Koons
- Markian Tarasiuk como Jackson Pace
- Zane Clifford como Macon Bewley
- William Edward como Randall Brice
- Emilija Baranac como Hailey Holcomb
- Ivy Matheson como Kayla
- Kayla Heller como Olivia Grace
- Andrew Dunbar como delegado Chris Larsson[8]
- Tedra Rogers como Abigail
- Tally Rodin como Jasmine
- Anthony Timpano como Witt
- Brittany Hobson como Briana
- William MacDonald como Skipper Sandford
- Jade Falcon como Stacy Pritchett
- David Lewis as Sr. Pace

## Produção
There's Someone Inside Your House é uma adaptação cinematográfica do romance homônimo de 2017 de Stephanie Perkins. O filme adaptado por Henry Gayden foi anunciado em março de 2018, quando o Deadline Hollywood revelou que a Netflix fez uma parceria com Shawn Levy e James Wan para produzi-lo sob suas empresas Atomic Monster e 21 Laps, respectivamente. No momento de seu anúncio, o filme foi descrito como um amálgama de filmes de gênero na veia de filmes de terror por excelência, como Friday the 13th e Scream e também os dramas adolescentes, como The Breakfast Club, de John Hughes, e American Graffiti, de George Lucas. Outros produtores do filme incluem Dan Cohen e Michael Clear.
Em março de 2019, foi anunciado que Patrick Brice dirigiria o filme a partir de um roteiro de Henry Gayden. Em agosto de 2019, Sydney Park, Théodore Pellerin, Asjha Cooper, Dale Whibley, Jesse LaTourette, Burkely Duffield, Diego Josef, Zane Clifford e Sarah Dugdale se juntaram ao elenco do filme. As filmagens começaram em Vancouver, Colúmbia Britânica, Canadá, em 22 de agosto de 2019, e terminaram em 12 de outubro de 2019. As filmagens adicionais para o filme foram concluídas em 23 de agosto de 2020. Michel Aller é o editor principal do filme. Zachary Dawes compôs a trilha sonora do filme.

## Lançamento
O filme estreou no Fantastic Fest em 23 de setembro de 2021. O filme foi inicialmente esperado para ser lançado na Netflix em fevereiro de 2021, mas foi posteriormente adiado para uma data não especificada. Em agosto de 2021, a Netflix anunciou que o filme seria lançado em 6 de outubro de 2021.

## Recepção
No site do agregador de resenhas Rotten Tomatoes, que categoriza resenhas apenas como positivas ou negativas, 51% de 39 avaliações são positivas, com uma classificação média de 5,5/10. O consenso crítico do site diz: "Um elenco agradável e cenários fortes dão um impulso a There's Someone Inside Your House, mas eles são barrados por sua história confusa e equivocada." No Metacritic, o filme tem uma pontuação média ponderada de 45 de 100, com base em comentários de 12 críticos, indicando "comentários mistos ou médios".